# 春

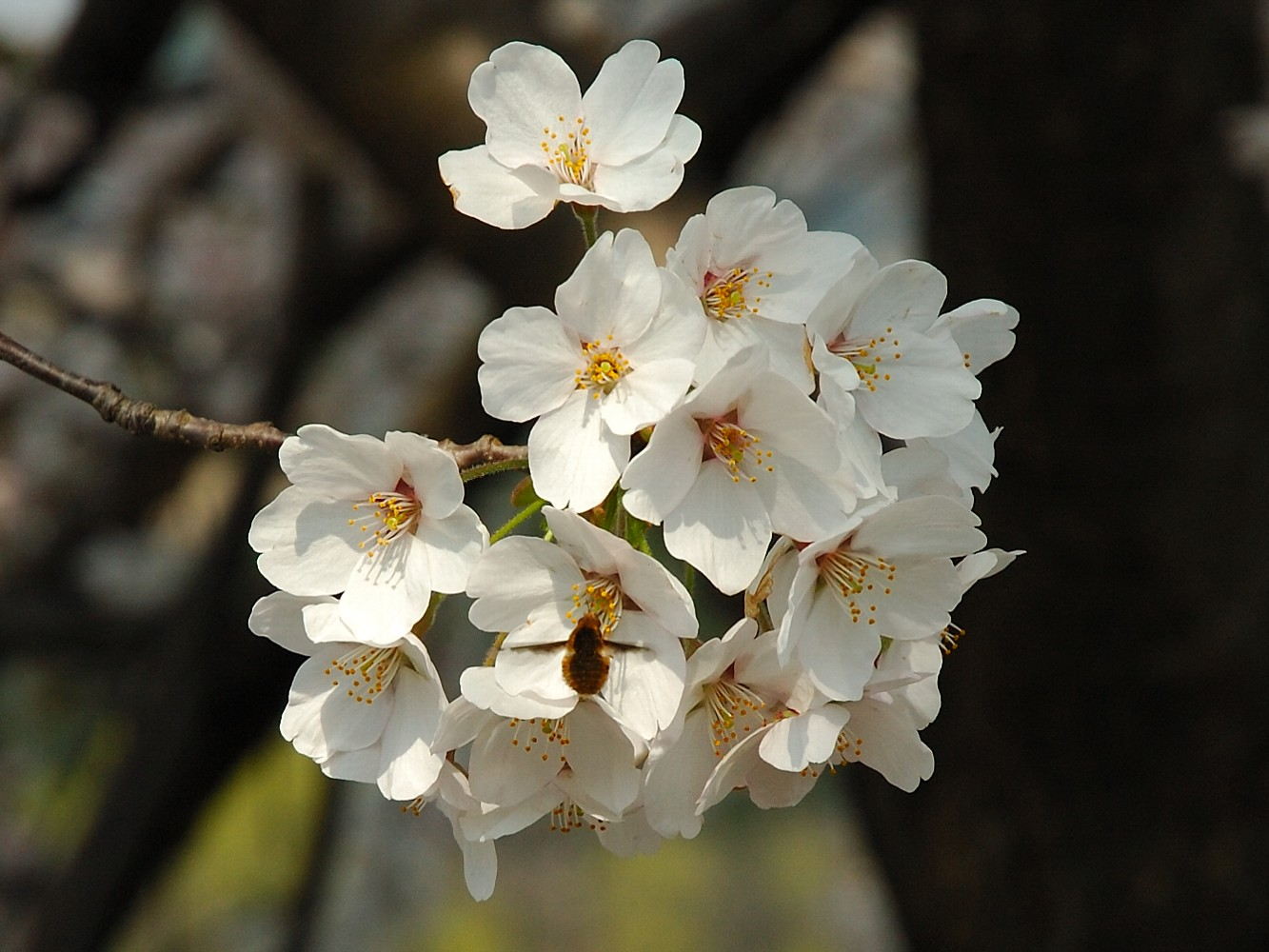
春の風物詩の一つ、桜

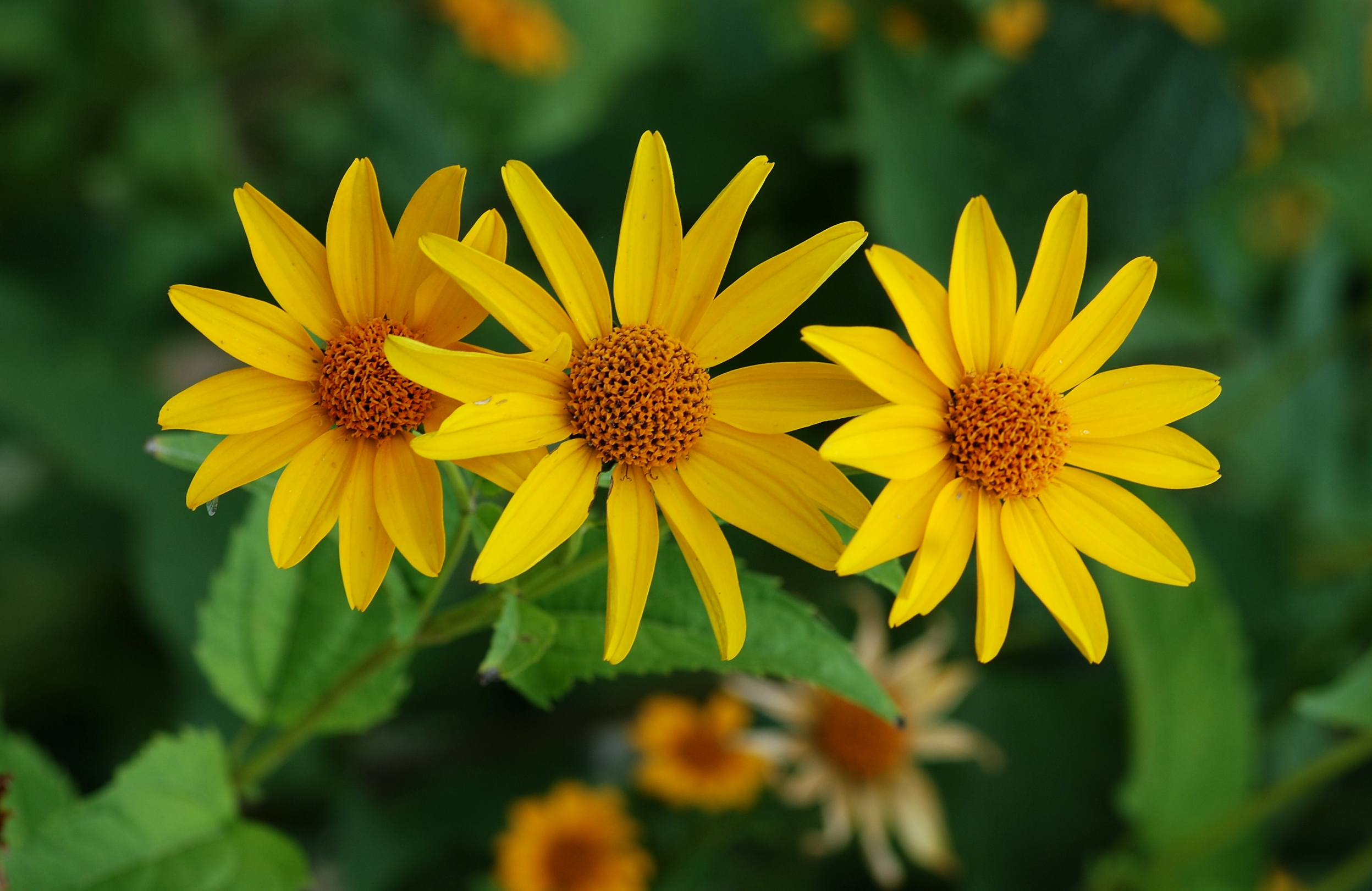
喜び、エネルギー、楽観主義の象徴として春の始まりの日に黄色い花を贈るアルゼンチンの習慣は、多くの国に広まりました。

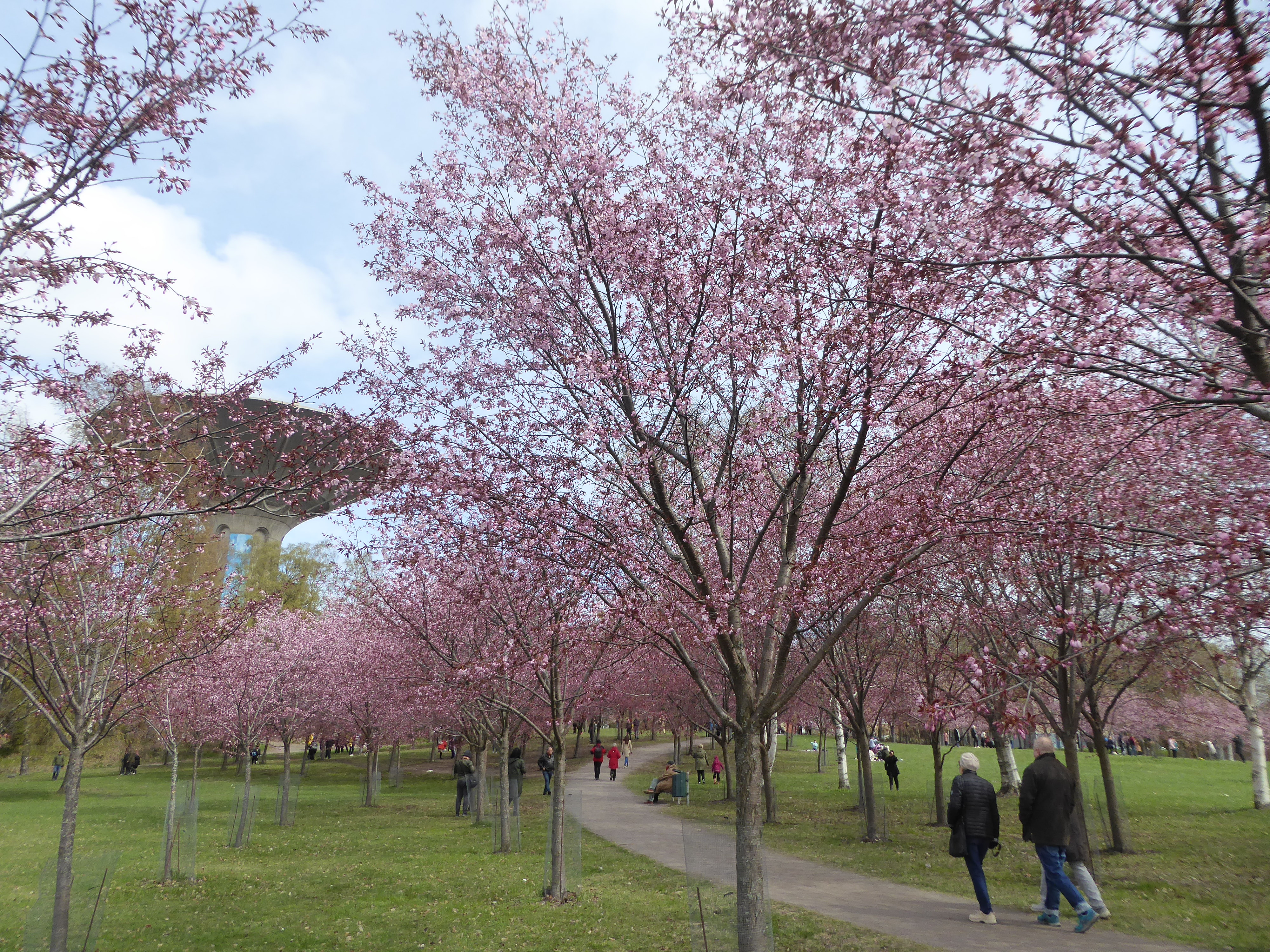
フィンランド、ヘルシンキのチェリーツリーパーク(Kirsikkapuisto)の春の景色

春（はる）とは、四季の1つ。冬の次、夏の前である。

## 期間
| 分類         | 分類         | 春                      | 夏                    | 秋                    | 冬                     |
| ------------ | ------------ | ----------------------- | --------------------- | --------------------- | ---------------------- |
| 伝統的季節   | 暦月区切り   | 旧暦正月（新暦2月頃） - | 旧暦四月(新暦5月頃) - | 旧暦七月(新暦8月頃) - | 旧暦十月(新暦11月頃) - |
| 伝統的季節   | 節月区切り   | 立春(2/3頃) -           | 立夏(5/5頃) -         | 立秋(8/7頃) -         | 立冬(11/7頃) -         |
| 気象学的季節 | 気象学的季節 | 3月 -                   | 6月 -                 | 9月 -                 | 12月 -                 |
| 天文学的季節 | 天文学的季節 | 春分（3/20頃） -        | 夏至（6/21頃） -      | 秋分（9/22頃） -      | 冬至（12/22頃） -      |

### 暦による期間
北半球では（南半球では半年ずれる）：
- 日本の年度での四半期ごとの区分では4月・5月・6月。英語ではこの3か月を spring quarter という。
- 社会通念・気象学では3月・4月・5月[2]。
- 天文学上は春分から夏至まで。ここでの「春分」「夏至」は、「春分の日」「夏至の日」ではなく太陽黄経が0°、90°になった瞬間。
- 二十四節気に基づく節切りでは立春から立夏の前日まで。
- 旧暦による月切りでは1月・2月・3月。上に近いが、最大半月ずれる。
- JRグループの臨時列車運行上の区切りは、3 - 6月の4ヶ月間としている[3]。
- 西洋[4]（特に米国、ドイツなど）では一般的に春分の日から夏至の日までとすることがある。

### 気候による期間
- 赤道付近では「1年中夏」、極地では「1年中冬」とされ、春がないとされることがある。
- 北極や南極では、融雪や解氷を春の始まりとすることがある。

### 三春
初春（孟春）
旧暦1月、または、立春から啓蟄の前日まで。
仲春（仲陽）
旧暦2月、または、啓蟄から清明の前日まで。
晩春（季春）
旧暦3月、または、清明から立夏の前日まで。

## 気候
春は、寒い冬から気温が上がり始め、朝晩はまだ肌寒さがあるが、日中が次第に暖かくなる時期。秋と並んで一年の中では最も気候の良い穏やかな季節とも言われる。雪や氷が溶け、植物が芽を出す時期である。寒さが次第に緩み、草木が萌え芽ぐみ、花々がつぼみをつけ、満開になる。日が永くなり、地中の虫が動き始める。桜が散り、次第に木々の緑が濃さを増し、暑い日が増え、やがて終わりを迎える。
日本では毎年3月末が年度替わりとされ、さまざまな区切りとなる（年によって若干異なるが、テレビ・ラジオにおいて改編、法律・制度が実施されたり、政令指定都市・中核市などに移行され、合併などが多く行われ、この時期は大きな節目となる）。また、卒業式や入学・入社式、あるいは人事異動など、一般的には、出会いと別れの季節でもある。花見などはこれに重ねて扱われる。
春に採れるものは旬を参照。
冬の寒さが和らぐことによって、春になると一般に生物の活動が活発になる。また、豪雪地帯での雪解け水は貴重な水資源であり、日本においては田植えと密接な関連がある。その一方で地域によっては雪崩や融雪洪水をもたらす場合もある。この他、発達した低気圧が太平洋側を通り且つ気温が低い（地上の気温が0℃未満の場合、地上の気温が0℃以上であっても上空1500mで-6℃未満または上空5500mで-30℃未満の場合）と太平洋側に大雪（春の大雪）をもたらし、日本海側を通ると春一番と呼ばれる南風が吹くことでも知られている。
日本においては特に桜の開花が文化と密接な関わりをもち、桜の開花宣言が地域ごとに出され、桜前線が北上する。
サマータイムが実施される国・地域では、春の半ば頃から時計を1時間進めることとなる。

## 文化

### 順序
四季の1つ。冬の1つ後の季節。言葉としては正月を新春というように、現在の感覚的には冬の事象にも使われる事がある。旧暦では一月は春となるためであろう。その関わりもあって、春という言葉には「物事の始まり、新年の始まり」の意味を持たせる場合がある。
西洋でもイタリア語の「プリマヴェーラ（Primavera）」やフランス語の「プランタン（Printemps）」「第一の」を意味する接頭語「プリ（pri-）」を使用しているように「第1の季節」と考えられる。これは農耕暦であるローマ暦において、寒い冬が終わり農耕を開始できる最初の季節として、春が年のはじめとしたことに由来する。

### シンボリズム
春が到来すると、冬の寒さと長い夜による過酷で抑圧された生活から解放されることから、春の語は「雪どけ」などと同様に「抑圧からの解放、自由の空気の到来」の比喩として使用される（諸国民の春、プラハの春、アラブの春）。
また、春から初夏にかけてを木の芽時とも言い、性的活動が盛んになるものとされている。「暖かくなるとおかしな行動をとる人が増える」とも言われ、そのような行動をとるものは俗に「春な人」「頭が春な人」と呼ばれることがある。不思議の国のアリスには、「三月ウサギ」が頭のおかしいものとして登場する。
他にも春（しゅん）と言った場合には、性的なことを示す場合が多く、たとえば春画・売買春・思春期などの語がある。

### 枕詞
枕詞は「あづさゆみ」。「弓を張る（はる）」にかけた。

### 春の行事

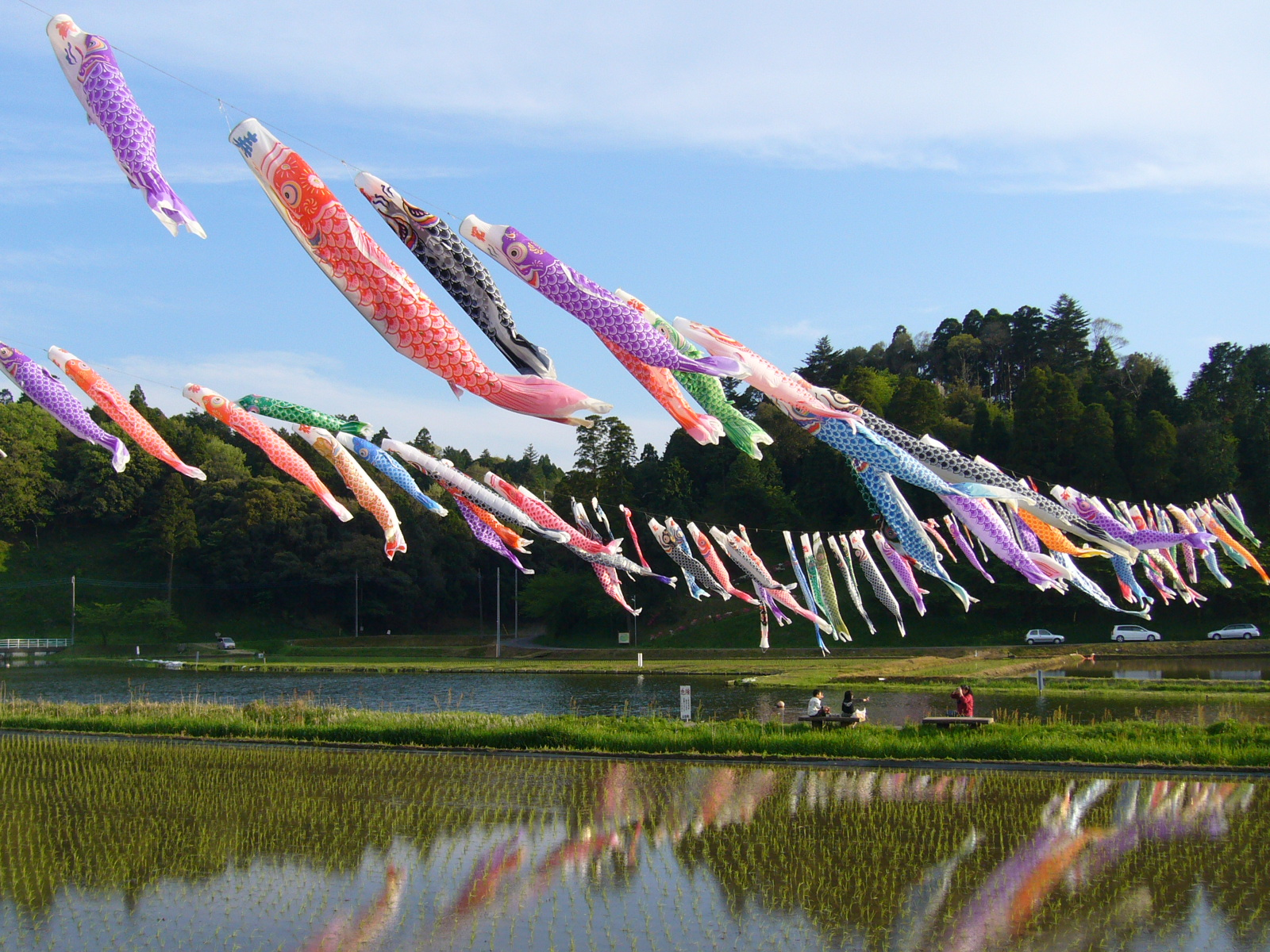
鯉のぼり

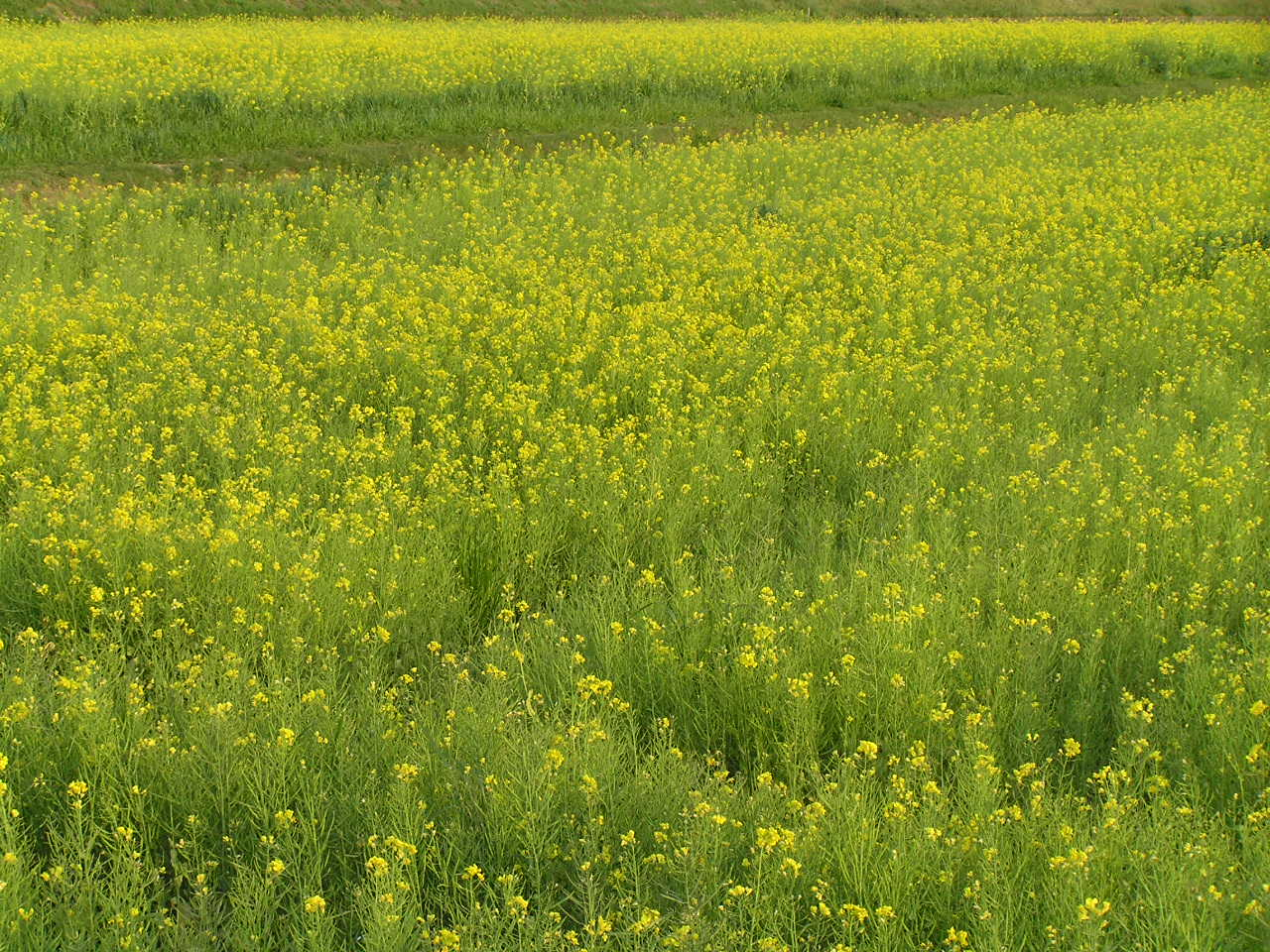
菜の花畑

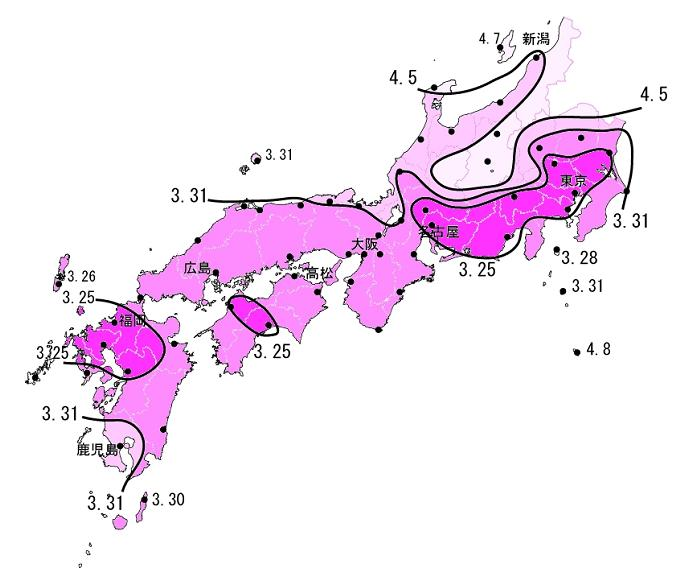
桜前線、2007年（平成19年）3月14日、気象庁発表

・春分の日
- 花見
- 雛祭り（桃の節句）
- ホワイトデー
- 卒園式・卒業式（3月）
- 入園式・入学式・入社式（4月）
- 灌仏会（花祭り、とも） 釈迦の生誕を祝う祭
- 端午の節句、こどもの日（5月）
- イースター
- ゴールデンウィーク
- 母の日
- 父の日（6月）

## 生物的自然
春は生物の動き始める時期である。温度が上がり、日差しが強くなり、植物の活動が始まる時期である。

### 農業
日本では主要作物であるイネの植え付け準備に当たる時期である。初冬から水田ではレンゲが緑肥として栽培され（現在ではほとんど見ない）、田起こし、苗代作りなどが続く。田植えは初夏の行事であるが、早いところでは本州でも四月に始まる。
梅や桃の開花も春である。他に、菜の花も代表的な春の畑の風景である。

### 植物
多くの植物はこの時期から葉を伸ばし、栄養を蓄えてから繁殖を始める。花の時期は植物によって様々ではあるが、特に春はほとんど花のない冬の後であることもあり花の季節との印象がある。特に、この季節にだけ発生する植物・昆虫類を総称してスプリング・エフェメラルと呼ぶことがある。
日本では梅・桜・桃が春の花の代表であり、それぞれを対象として花見が行われる。フクジュソウの花は現在では冬と位置づけていい時期に咲くが、これも新春の花と認識されていた。
現在では園芸植物では球根系のチューリップ・ヒヤシンス・アネモネなども春の花の代表と認識されているが、これらは元来はヨーロッパのスプリング・エフェメラルであった。
なお、実際の開花時期は当然ながら地域によって異なる。特に寒冷地ではそれが遅くなる。たとえばミズバショウは「夏の思い出」に唄われるが、これは現地では春早くに当たる。また、単に遅くなるだけでなく、その期間が圧縮される。先の例では梅、桃、桜は本州南部では順に2月、3月、4月に咲くが、これらは東北地方ではほぼ同時に咲く。
他に杉などの花粉は健康被害をもたらすことがあり、花粉症として知られている。春はまた、新芽の伸び始める季節でもあり、常緑樹の場合、落葉はこの季節にも多い。

### 動物
このように柔らかな植物や花が多いことから、またそれを食べる昆虫などの活動も盛んであることから、多くの鳥もこの季節に繁殖を行う。それに伴って鳥がさえずるので、野外はにぎやかになる。ツバメなど、南方から渡ってくる鳥もある。ほ乳類の育児もこの時期に行われる例が多い。
なお、猛禽類や大型肉食獣の場合、冬から育児が始まる例があり、これは子供がやや大きくなって食欲が増した時期が小型動物の育児や繁殖の時期にぶつかるよう適応したと考えられる。

## 春を題材にした作品

### 文学
- 清少納言『枕草子』：春は曙
- 島崎藤村『春』
- 宮沢賢治『春と修羅』
- ハウプトマン『希臘の春』岩波文庫　1929年
- 三島由紀夫『春の雪』

#### 和歌など
- 山上憶良『万葉集』：春さればまづ咲くやどの梅の花独り見つつや春日暮らさむ

### 音楽

#### 日本の古典
- 『春鶯囀』雅楽（唐楽）
- 『春庭楽』 雅楽（唐楽）
- 『春過（はるすぎ）』 雅楽（朗詠）
- 市川検校 『春風』 長歌物地歌曲
- 松浦検校 『里の春』手事物地歌、箏曲
- 松浦検校 『嵯峨の春』 手事物地歌、箏曲
- 菊岡検校 『長等の春』 手事物地歌曲
- 菊山検校『春の曙』 手事物地歌、箏曲
- 幾山検校 『春の契』 手事物地歌、箏曲
- 幾山検校 『磯の春』 手事物地歌、箏曲
- 吉沢検校 『春の曲』（箏曲。古今組の一曲）
- 古川龍斎 『春重ね』 手事物地歌、箏曲
- 富崎春昇 『春の江ノ島』 箏曲
- 宮城道雄『春の海』箏、尺八二重奏曲
- 宮城道雄 『春の夜』箏曲
- 宮城道雄 『春の訪れ』 箏、尺八二重奏曲
- 久本玄智 『春興』 箏二重奏曲
- 久本玄智 『春の恵』 箏、尺八二重奏曲
- 久本玄智 『春の初花』 箏曲
- 『春雨』 端唄
- 『梅にも春』 端唄
- 杵屋正邦 『春興』 三弦二重奏曲
- 長沢勝俊『萌春』 箏、三弦二重奏曲

#### クラシック音楽
- ヴィヴァルディ：協奏曲集『四季』 - 「春」
- モーツァルト：歌曲『春』『春への憧れ』
- ベートーヴェン：ヴァイオリンソナタ第5番 『春』
- シューマン：交響曲第1番 『春』
- ヨハン・シュトラウス2世：ワルツ『春の声』
- ドビュッシー：交響組曲 『春』
- ストラヴィンスキー：バレエ音楽『春の祭典』
- グリーグ：『春に寄す』（ピアノ曲集「抒情小曲集」第3集 作品43の第6曲）
- ベンジャミン・ブリテン：『春の交響曲』（作品44）
- ピアソラ：『ブエノスアイレスの四季』 - 「ブエノスアイレスの春」

#### 童謡
- 『春が来た』：高野辰之作詞・岡野貞一作曲
- 『春の小川』：高野辰之作詞・岡野貞一作曲
- 『春よ来い』：相馬御風作詞・弘田龍太郎作曲
- 『早春賦』：吉丸一昌作詞・中田章作曲
- 『春のうた』：野口雨情作詞・草川信作曲[5]
- 『花』：竹島羽衣作詞・瀧廉太郎作曲
- 『春を呼ぶマーチ』：阪田寛夫作詞・大中恩作曲[6]
- 『春の川で』：青木爽作詞・エミール・ワルトトイフェル作曲[7]

他に、直接には春に言及しないが、サクラ、チューリップ、チョウ（蝶）などにかかわるものは春を題材にしているものが多い。

#### 流行歌
- 有島通男 「春まだ浅く」
- 岡晴夫 「国境の春」
- 菊池章子 「春の舞妓」
- 霧島昇・二葉あき子 「春小袖」
- 楠木繁夫・菊池章子 「戦いの街に春が来る」
- 志村道夫 「春は朗らか」
- 千早淑子（松島詩子の変名） 「泪の春」
- 月村光子 「春の唄」
- 藤山一郎・二葉あき子 「春よいずこ」
- 藤山一郎・渡辺はま子 「春を呼ぶ自転車」
- 藤山一郎 「春の花束」

### 絵画
- サンドロ・ボッティチェッリ 『プリマヴェーラ』

### 発車メロディ
- JR東日本 
  - 春（正式名称は「周辺3番」。ユニペックス製作）
  - 春〜NewVer〜（サウンドファクトリー製作）
  - 春一番（櫻井音楽工房製作）
  - 春待ち風（櫻井音楽工房製作）